# Kőszeg
Kőszeg (zgodovinsko slovensko Kiseg, prekmursko Küseg, nemško Güns [ɡʏns], slovaško Kysak) je mesto na Madžarskem, ki upravno spada pod podregijo Kőszeg Železne županije.
Kőszeg je privlačno majhno madžarsko mesto, z neokrnjeno naravo in ohranjenim starim mestnim jedrom, ponosno na svojo junaško vlogo v madžarski zgodovini in na glavnega junaka v njej, Nikolo Jurišića, na katerega ime se v mestu naleti na vsakem koraku.

## Zgodovina
Mesto je v 13. stoletju ustanovila rodbina grofov Gising (madž: Kőszegi) (hrvaško Gisingovci), podveja ene najmočnejših madžarskih plemiških rodbin, rodbine Héder, ki je koncem 13. stoletja, v času zadnjih arpadovskih kraljev, obvladovala velik del zahodne Madžarske, dele Hrvaške in Slavonije. Grofje Gisinški so pred letom 1274 začeli upravljati svoje posesti iz Kőszega.
Leta 1327 pa je madžarski kralj iz rodu Anžujcev, Karel Robert (vladal 1308-42), ko je po izumrtju Arpadovcev ponovno združeval Madžarsko, strl moč madžarskega plemstva in tudi Gisingom odvzel njihove madžarske posesti. Kőszeg je naslednje leto (1328) postal kraljevo mesto. Pod oblastjo Anžujcev (1347-82) se je mesto utrjevalo. Kralj Sigismund Luksemburški (ogrski kralj 1387-1437) je grofijo Kőszeg za posojilo zastavil rodbini Ellerbach. Njegov palatin Nikolaus Garai jo je leta 1392 spet odkupil.
V veliki avstrijsko-turški vojni je mala utrdba Kőszeg leta 1532 zaustavila veliko turško vojsko na poti proti Dunaju. Poveljnik maloštevilne mestne posadke, Nikola Jurišić (Madžari mu pravijo Jurisics Miklós), je med 5. in 30. avgustom odbil 19 naskokov vojske velikega vezirja Pargalı Ibrahim paše. Njegovo napredovanje je ustavil graščak iz tega mesta, ki se je v svojem dobro utrjenem gradu postavil po robu 200.000 Turkom z 42 vojaki in 700 oboroženimi kmeti. Po mesecu neuspešnega obleganja se je paša odločil za odločilni napad, a še prej prisegel na Koran, da bo opustil obleganje, če utrdba ne pade do opoldne. Graščak, ki je izvedel za to, se je znašel in ukazal zvoniti opoldne eno uro prej in s tem prevaral Turke. Paša je držal svojo obljubo in umaknil vojsko. Nazadnje so Turki opustili obleganje. V spomin na zvijačo v omenjenem mestu še danes zvoni poldne – ob enajstih od leta 1777. 
Leta 1695 sta bila grofija in mesto vključena med posesti rodbine Esterházy, ki je z njima gospodarila do leta 1931.
Med uporom madžarskih kmetov in Rákoczyjevim poskusom osvoboditve Madžarske izpod avstrijske nadvlade, je bil Kőszeg v letih 1705-11 poleg Sombotela najpomembnejša trdnjava kurucev (upornikov) na ozemlju zahodno od reke Rabe.
Po teh dogodkih je Kőszeg v 18. stoletju preživljal najbolj mirno obdobje svoje zgodovine. V prvi polovici 19. stoletja je izgubil vodilno vlogo v Železni županiji. Ni pritegnil industrije, ki se je širila na Madžarsko. Ostal je mesto malih obrti, trgovine, šolstva in sanatorijev. Zato pa je ohranil čisto naravo in nedotaknjeno staro mestno jedro, ki je danes lepo obnovljeno. Kőszeg velja za enega najlepših madžarskih mestec.

## Znamenitosti
Osrednja znamenitost mesta je vsekakor Jurišićev grad ali grad Esterházy. Zgrajen je bil v 13. stoletju v gotskem slogu kot najpomembnejši člen obrambnega sistema srednjeveškega mesta. Notranjost gradu je bila kasneje prilagojena renesančnemu in potem še baročnemu slogu. Po velikem požaru leta 1777 so na novo zgradili njegove dvoriščne arkade. Danes je v gradu muzej, ki prikazuje dogodke in predmete iz časa turškega obleganja; precej prostora je posvečenega vinorodni okolici mesta. Oprema v njem je iz 18. in 19. stoletja.
Tudi osrednji trg v starem mestu se imenuje po Jurišiću. Vanj vstopimo skozi Stolp junakov (Hősök tornya), ki so ga nad nekdanjimi mestnimi vrati zgradili ob 400 letnici turškega obleganja mesta. Čeprav zgrajen leta 1932, se lepo vključuje v starinsko podobo Jurišićevega trga. Ob stolpu junakov stoji poznoromanska, nekdanja generalska hiša (Tábornok), danes Jurišićev muzej. Mestna hiša (Városháza), zgrajena leta 1487, s fasado prenovljeno v 18. stoletju, služi svojemu namenu že od vsega začetka. Znameniti sta, na drugi strani trga, lekarna "Pri zlatem enorogu" (Arany Egyszarvú Patikamúzeum), zgrajena leta 1777 in starinsko opremljena, danes muzej, ter hiša s fasado okrašeno v italijanski tehniki sgraffito, ki je na Madžarskem redkost.
Na sredi trga stoji spomenik Mariji Devici, severni del pa zaključuje baročna cerkev sv. Emerika, ki so jo leta 1640 zgradili madžarski luteranci, potem ko so jih nemški luteranci izgnali iz vzporedno stoječe cerkve sv. Jakoba. Ta je poleg gradu najpomembnejša zgodovinska zgradba v Kőszegu; zgrajena je bila leta 1407, v 18. stoletju močno predelana, a je ostala v glavnem gotska. Služila je jezuitom, protestantom in rimskim katolikom; pod beležem so bile ob restavraciji leta 1950 odkrite freske neznanega umetnika iz leta 1403, ki so jih luteranci prepleskali.
Zunaj nekdanjega mestnega obzidja stoji imenitna neogotska cerkev Srca Jezusovega, sedanja župnijska cerkev, zgrajena v letih 1892-94, znamenita po barvitih vitrajih v prezbiteriju, ki prikazujejo svetnike Štefana, Emerika in Elizabeto; ima 60 metrski zvonik, njeno notranjost pa krasijo prefinjeno okrašeni marmorni stebri. Obsežen, urbanistično urejen prostor pred cerkvijo (trg Fö) je osrednji del novega dela mesta.
Mesto ima v letu 1859 zgrajeno sinagogo z izrazito fasado in neogotskima stolpoma, ki dokazuje, da je bila judovska skupnost v mestu nekoč številčna, a v času holokavsta popolnoma izbrisana, sinagoga pa prepuščena propadanju; v letu 2014 sinagogo obnavljajo.
Kőszeg je središče narodnega parka Íorottkő, ki vključuje 16 naselij in mnoge zanimivosti, kot npr. botanični park v Királyvölgy (Kraljeva dolina). V sosednem gričevju je zanimiv Óház-kilato (Stražni stolp), kjer je v 13. stoletju stal prvi grad rodbine Héder.
- Mestna hiša; v prvi luneti z leve je grb rodbine Jurišić.
- Del trga Fö s cerkvijo Srca Jezusovega
- Jurišićev kip in grb rodbine Esterházy pred vhodom v notranji del gradu.
- Jurišićev trg s cerkvama sv. Emerika in sv. Jakoba (za prvo, vzporedno z njo).